# Colibri d'Oaxaca
Eupherusa cyanophrys
Espèce
Statut de conservation UICN

 EN B1ab(i,ii,iii,v) : En danger
Statut CITES
Le Colibri d'Oaxaca (Eupherusa cyanophrys) est une espèce de colibris de la sous-famille des Trochilinae.

## Distribution
Cette espèce est endémique du Mexique. Elle se rencontre dans une montagne isolée de la sierra de Miahuatlán dans l'État d'Oaxaca.

Carte de répartition de l'espèce

## Habitat
Elle habite la forêt subtropicale humide de montagne. Son habitat est fortement menacé par les activités humaines (agriculture) et par les catastrophes naturelles (tempête, pluie diluvienne). En 1997, l'ouragan Paulina a détruit une grande partie de cet habitat, mais les conséquences pour l'espèce ne sont pas connues.

## Description
L'espèce fait environ 11 cm de longueur. Le mâle a une couronne bleu turquoise. La femelle a la tête aussi verte que le dos, et une zone grise sous l'œil.